# Колокол по Хэму
«Колокол по Хэму» (англ. «The Crook Factory») — роман американского писателя Дэна Симмонса 1999 года.

## Сюжет
Действие романа происходит в 1942 году. Мир втянут во Вторую мировую войну. Агент ФБР Джо Лукас получает приказ познакомиться на Кубе с писателем Эрнестом Хемингуэем. Хемингуэй создал на острове разведывательную организацию «Хитрое дело» (англ. «The Crook Factory») для поимки немецких шпионов и охоты на немецкие подводные лодки.
Сначала Лукас недоумевает, почему его отправили следить за Хэмингуэем, считая действия писателя ребячеством. Однако позднее он обнаруживает что вокруг «Хитрого дела» разворачивается сложная игра между ФБР, ОСС и британской разведкой с одной стороны, и Абвером и РСХА — с другой.
В какой-то момент агент понимает, что ему надо либо нарушить приказ, либо предать Хемингуэя.

## Реальность и вымысел
По утверждению самого автора, история, описанная в книге «правдива на 95 процентов».

Решение написать художественную версию шпионских приключений Хемингуэя на Кубе я принял несколько лет назад, обратив внимание на то, как скупо многие его биографы освещают события того периода с мая 1942 по апрель 1943 года… Данный роман является вымышленной реконструкцией покрытых тайной событий тех месяцев, но и то, что мы знаем наверняка, достаточно любопытно.— Дэн Симмонс. Колокол по Хэму. Примечания
В частности, Симмонс привёл в книге подлинную переписку ФБР, описал реальные события и людей, так или иначе связанных с «Хитрым делом»: на страницах романа появляются Эдгар Гувер, Ян Флеминг, Гарри Купер, Марлен Дитрих, Ингрид Бергман, упоминаются — Джон Ф. Кеннеди, Генрих Гиммлер, Рейнхард Гейдрих, Вильгельм Канарис, Аксель Веннер-Грен (основатель компании Electrolux) и другие.
Диалоги самого Хемингуэя с другими историческими персонажами основаны на фактическом материале.